# Droga krajowa B183a (Niemcy)
Droga krajowa 183a (niem. Bundesstraße 183a, B 183a) – niemiecka droga krajowa przebiegająca  z zachodu na wschód od skrzyżowania z drogą B100 na obwodnicy Brehny w Saksonii-Anhalt przez Delitzsch do skrzyżowania z drogą B2 w Wellaune na przedmieściach Bad Düben w Saksonii.
Droga została wyznaczona w czasach NRD, gdzie w przeciwieństwie do RFN dla zagęszczenia sieci dróg krajowych (niem. Fernstrasse) nadawano istniejące numery z dodatkiem litery a nie numery od 399.